# فيرنون أفيس
فيرنون أفيس (بالإنجليزية: Vernon Avis)‏ هو لاعب كرة قدم بريطاني، ولد في 24 أكتوبر 1935 في مرليبون في المملكة المتحدة، وتوفي في يونيو 1996 في نورثامبتون في المملكة المتحدة. لعب مع نادي برينتفورد.